# PG戀愛指引
《PG戀愛指引》（英文：PG Love）是2016年上映的港產片，由岑日珈、莊思敏、崔碧珈、曾淑雅、羅彩寧、陳婉衡、馬志威主演，蔡潔鈴執導。

## 故事大綱
幾個背景經歷不同的女生，因為PG(Promotion girl)展開了不同的人生。Vicky和Sammy是大學同學，希望藉著PG工作引來網民關注，殺入模特兒行列, 毫不吝嗇地展示身材搏出位...

## 演員表
- 岑日珈
- 莊思敏
- 崔碧珈
- 曾淑雅
- 羅彩玲
- 陳婉衡
- 林盛斌
- 趙勁皓
- 馬志威
- 陸駿光
- 邵音音
- 陳嘉桓
- 胡渭康
- 鄒文正
- 莊思明
- 楊詩敏
- 陳嘉佳
- 陳俞希
- 陸永
- C君

## 主題曲
本電影主題曲《仙氣》由岑日珈主唱。
- 作曲：Jonnic Lee Thompsett
- 填詞：梁栢堅
- 編曲：Jonnic Lee Thompsett
- 監製：Johnny Yim